# Chris Harris (Basketballtrainer)
Christopher Robert Harris (* 11. April 1979) ist ein kanadischer Basketballtrainer und ehemaliger -spieler. Er ist derzeit Cheftrainer des deutschen Zweitligisten Phoenix Hagen.

## Spielerlaufbahn
Harris besuchte als Jugendlicher die Bishop Carroll High School in Calgary. Von 1997 bis 2003 gehörte der 2,03 Meter große Innenspieler zur Basketballmannschaft der University of Calgary. Anschließend schlug er eine Laufbahn als Berufsbasketballspieler ein. Er spielte während seiner Profikarriere in unterklassigen Ligen in Deutschland, meist in der Regionalliga. Seine Vereine waren: GV Waltrop (2003/04), BBV Hagen (2004/05), Capone Düsseldorf (2005/06), abermals BBV Hagen (2006 bis 2011) und TSV 1860 Hagen (2011/12).

## Trainerlaufbahn
Bereits während seiner Spielerkarriere arbeitete Harris als Trainer im Jugendbereich. Zwischen 2005 und 2012 wirkte er als Jugendkoordinator des BBV Hagen und zeitweilig auch als Trainer der zweiten, später dann der ersten Herrenmannschaft des Vereins.
2010 folgte der Wechsel zum FC Schalke 04. Dort übernahm er das Amt des Cheftrainers der Herrenmannschaft in der Regionalliga. Nach zwei Jahren in Gelsenkirchen nahm Harris ein Angebot der Ratiopharm-Akademie Ulm, der Nachwuchsabteilung des Bundesligisten Ratiopharm Ulm, an. Als hauptamtlicher Jugendtrainer wirkte er dort als Cheftrainer der zweiten Herrenmannschaft und der U19-Mannschaft in der Nachwuchs-Basketball-Bundesliga.
Im Juli 2014 verpflichtete ihn der Erstligaverein Eisbären Bremerhaven als Co-Trainer. Als die Eisbären im November 2015 Cheftrainer Muli Katzurin entließen, übernahm Harris zunächst interimistisch das Amt und wurde im Januar dann zum Cheftrainer befördert. Am 1. März gab der Verein bekannt, dass Harris ab sofort auf seinen Posten des Co-Trainers zurückkehren würde und Sebastian Machowski als neuer Cheftrainer angeheuert wurde. Nachdem sich die Eisbären im Dezember 2017 von Machowski getrennt hatten, bildete Harris zusammen mit Arne Woltmann das Trainergespann. Ende November 2018 wechselte Harris als Cheftrainer zum Zweitligisten Phoenix Hagen. Mit der Mannschaft erreichte Harris 2024 das Halbfinale in der 2. Bundesliga ProA.

## Persönliches
Auch sein Vetter Whitney war Basketballprofi und spielte in Deutschland.